# Aeródromo Desierto de Atacama
El Aeropuerto Desierto de Atacama (IATA: CPO, OACI: SCAT) es un Aeropuerto de la Región de Atacama en Chile, el cual se encuentra localizado en la comuna de Caldera, a 50 km al noroeste de la ciudad de Copiapó, por la Carretera Panamericana y sólo a 20 kilómetros del pueblo de Caldera y el balneario de Bahía Inglesa. 
El aeropuerto está dotado de una pista de aterrizaje de 2200 m, lo que permite la operación de aeronaves como Airbus A319, Airbus A320 y Airbus A321, una terminal de 3100 m²; la cual cuenta con: servicios de transporte hacia las ciudades cercanas, servicios de Rent a Car, servicio de cafetería y restaurante en los sectores públicos, cafetería en la zona de embarque y estacionamiento para 170 vehículos.
Este aeropuerto es de carácter público y administrado bajo el sistema de concesiones.

## Historia
El aeródromo fue inaugurado el 30 de enero de 2005 y reemplazó al antiguo Aeródromo Chamonate. Esta obra tuvo una inversión de 25 millones de dólares y fue entregada a concesión por un período superior a 21 años para su explotación.
Tras su puesta en marcha el 1 de febrero de 2005, el aeródromo funcionó sin la venta de combustible a aeronaves hasta el año siguiente, lo cual ocasionó una limitación a la llegada de algunas compañías aéreas, afectando en gran medida, la evaluación de movimiento de pasajeros transportados y de arribos y despegues de aeronaves de este aeródromo respecto al año 2004, cuando estos servicios operaban en el aeródromo de Chamonate.
A partir del 2012 se ideó un plan de ampliación para dotarlo de dos mangas, una correa adicional transportadora de equipaje, ampliación de estacionamiento, en general instalaciones adecuadas para mejorar las operaciones existentes, las cuales han tenido un aumento progresivo debido a la gran minería desarrollada en la región y la apertura de nuevas cadenas de centros comerciales y establecimientos de retail. No obstante este plan aún no se ha ejecutado y permanece en proyecto.
En junio de ese mismo año, una inusual y espontánea reacción de los pasajeros frente al retraso de los vuelos de una compañía aérea provocó la toma del aeródromo por un grupo de alrededor de 100 personas.
El 20 de junio de 2019, el presidente Sebastián Piñera presentó un proyecto de convertir este aeródromo en un aeropuerto con estándares internacionales.

## Aerolíneas y destinos

### Destinos nacionales
| Ciudad            | Nombre del aeropuerto                          | Aerolíneas              |
| ----------------- | ---------------------------------------------- | ----------------------- |
| Santiago de Chile | Aeropuerto Internacional Arturo Merino Benítez | LATAM Chile Sky Airline |

### Vuelos Chárter y Cada 14 días
Sky Airline
- Concepción - Aeropuerto Internacional Carriel Sur

### Estadísticas
| Lugar | Ciudad            | Pasajeros | Cambio | Aerolíneas         |
| ----- | ----------------- | --------- | ------ | ------------------ |
| 1     | Santiago de Chile | 221.905   | 12,1%  | LATAM, Sky Airline |

## Aerolíneas o destinos que dejaron de operar

### Aerolíneas extintas
Amaszonas
- Arica, Chile
- Iquique, Chile
- Antofagasta, Chile
- La Serena, Chile

 One Airlines
- Arica, Chile
- Santiago, Chile

 PAL Airlines
- Calama, Chile
- Iquique, Chile
- Antofagasta, Chile
- Santiago, Chile

### Aerolíneas operativas
Sky Airline
- Iquique, Chile
- Calama, Chile
- Antofagasta, Chile

 LATAM Airlines
- Iquique, Chile
- Calama, Chile
- Antofagasta, Chile
- El Salvador, Chile